# Démoni a andělé
Démoni a andělé (v anglickém originále Demons and Angels) je pátá epizoda páté série (a celkově dvacátá devátá) britského kultovního sci-fi seriálu Červený trpaslík. Poprvé byla odvysílána 19. března 1992 na stanici BBC2.
Scénář napsali Rob Grant a Doug Naylor, režie se ujala nová režisérka Juliet May.

## Námět
Krytonovi se nechtěně podaří pomocí triplikátoru vytvořit dvě kopie kosmické lodi Červený trpaslík. Zatímco jedna je ztělesněním všeho dobrého a krásného, druhá je zosobněním zla a špíny. Lister, Kocour, Rimmer a Kryton se musí vypravit postupně na obě nestabilní lodě, aby získali zpátky komponenty triplikátoru. Na každé z obou verzí lodi je čeká setkání s klony členů posádky s diametrálně odlišnými vlastnostmi.

## Děj epizody
Kryton s Listerem upraví teleportér tak, že ten předměty pouze netransportuje, nýbrž vytvoří dvě identické kopie. Takový teleportér se pak nazývá triplikátor. Tímto způsobem by chtěli řešit problémy se zásobováním, Rimmerovi se to však moc nezdá a Krytonovi s Listerem se posmívá. Když Lister zkouší kopie transportované jahody, ukáže se, že zatímco první kopie je naprosto báječná, ta druhá je prolezlá červy. Během následujícího pokusu s obrácením paprsků dojde k zániku Červeného trpaslíka a vzniku dvou jeho kopií. Posádka původního Trpaslíka se postupně musí vypravit na obě lodě, aby získala komponenty triplikátoru a mohla proces zvrátit.
Na první z lodí se setkaji se svými lepšími protějšky, loď je čistá, bělostná a line se jí nádherná hudba. Její posádka je vzdělaná a baví se filozofií, poezií a studiem. Zato druhá z lodí je plná spoře osvětlených chodeb, špíny a zápachu. Zde se původní trpaslíkovci i jejich lepší verze setkají se špatným Listerem, Kocourem, Krytonem i Rimmerem, kteří se vyznačují zejména výstředním vzhledem, absencí veškerých morálních zásad a zálibou v násilí. Celá posádka lepšího Trpaslíka zahyne, avšak původní posádce se podaří získat chybějící komponenty triplikátoru, uletět v Kosmiku a znovu vytvořit původní loď.

## Produkce
Epizoda „Demons and Angels“ s pracovním názvem „High and Low“  byla první epizodou páté série, která byla zfilmována (ačkoli byla odvysílána až jako pátá v sérii). Ed Bye, jenž režíroval předchozí 4 série, skončil a jako nová režisérka byla představena Juliet May.